# 许逊
許遜（239年—374年10月6日），字敬之，據地方誌記載：吳赤烏二年（239年），許遜生於南昌縣（今屬江西）長定鄉益塘坡村（今羅家鄉慈母村），祖籍河南汝南郡。晉代道士。
太康元年（280年），曾一度於晋出任旌阳（今屬四川）縣令。元康元年（291年），許真君看到八王之亂國家搞得烏煙瘴氣，於是棄官隱退到江西西山定居，時年52歲。
大興元年（318年），許遜年高80歲，當時江西、湖南等地洪水氾濫，人民生命財產受到很大損失。許遜關心人民疾苦，一面考察農業生產、一面親自考察水源，組織百姓興修堤壩，總結推廣治水經驗。經過十多年的努力，大大減輕了鄱陽湖周圍各縣的水患。因此許遜就成了人民心目中能制伏蛟龍的神人，時人称許九郎、许旌阳。
寧康二年八月十五日（374年10月6日），遜仙逝，享嵩壽136歲。他的宗族和鄉民為了供奉他而建立了“許仙祠”，在民間信仰上被視為江西的鄉土神、水神。
在道教，許遜被淨明道、閭山派等教派尊奉為祖師，因此還被尊稱為许真君、許天師 、慈济真君、旌陽祖師、感天大帝等尊號。

## 生平
據說，許遜年少時以打獵為業，一日上山射鹿，鹿胎墮地，母鹿舔其子而死。許遜突發感悟，折弩而返，前往棲托西山金氏之宅修道，修學道法於吳猛。一說许逊與吴猛皆修學道法于谌母（一說蘭公傳法予谌母，命谌母傳法予許遜）。《墉城集仙录》称谌母“密修道法，积数十年，……吴猛、许逊自高阳南游，诣母，请传所得之道，因盟而授之。孝道之法，遂行江表。”
据传许逊曾仕晋朝为四川旌阳令，當時就有「點石成金」的法術，每次收稅不足，他就把石子變成銅錢。元康元年（291年）爆發八王之亂，許遜棄官，在豫章地區傳播孝道。许逊东归后，时值彭蠡湖（今鄱阳湖）水灾连年，他率郡民疏治，足迹踏遍湖区各地。他不仅为豫章治水，还到湖廣、福建等地消除水患，赢得人民的广泛尊崇。
許遜教团骨干成員有十二人，稱西山十二真君——許遜、吳猛、時荷、甘戰、周廣、陳勳、曾亨、盱烈、施岑、彭抗、黃仁覽、鍾離嘉。以南昌西山为中心，传教活动遍及豫章及附近地区，岳州平江（今湖南平江）亦有许逊传教遗迹。
豫章及附近地区多有許遜以鐵柱鎮魔，殺蛟斬蛇等為民除害的傳奇故事，民間多有許遜崇拜，稱他「傳孝道之宗」，「為眾仙之長」，「每歲夏季，諸卿士庶，各各香華，鼓樂、旗幟，就寢殿迎請真君小型像幸其鄉社，隨願祈禳，以蠲除旱蝗。」
寧康二年八月十五日（374年10月6日），許遜「阖家飛昇，雞犬悉去」。《孝道吳許二真君傳》載：許遜升遐之日，「四鄉百姓聚會於觀，設黃箓大齋。邀請道流，三日三夜，升壇進表，上達玄元，作禮焚香，克意誠請，存亡獲福，方休暇焉。」

## 廟宇
中國：江西西山萬壽宮、南昌萬壽宮。
台灣：桃園大園仁壽宮。
马来西亚：槟城感天宫
马来西亚：柔佛古庙

## 研究書目
- 李豐楙：《許遜與薩守堅——鄧志謨道教小說研究》（臺北：臺灣學生書局，1997）。
- 李豐楙：〈宋朝水神許遜傳說之研究〉。